# Мак-Клінток (гора)
Мак-Клінток (англ. Mount McClintock) — гора в Антарктиді, найвища вершина хребта Британія, що розташований у Трансантарктичних горах. Її висота становить 3490 м над рівнем моря.

## Географія
Гора Мак-Клінток розташована у Східній Антарктиді, в центрально-східній області Австралійської антарктичної території, вінчає південну частину хребта Форбс, що лежить у центральній частині хребта Британії, який в свою чергу є складовою частиною Трансантарктичних гір. Вершина розташована за 239,4 км на південь — південний захід, від найближчої вищої гори Гаґґінс (3733 м), яка є четвертою за висотою вершиною у хребті Королівського товариства, та за 5,2 км на захід — південний захід від другої за висотою вершини хребта Британії — Піка Дартмут (3320 м). Вона являє собою великий, гірський масив із кількома вершинами, найвища із яких має висоту 3490 метрів над рівнем моря, і відносну висоту 1621 м. Із південних схилів масиву сповзає льодовик Пескгам, на півночі масив межує із льодовиком Гінтон, який рухається на північ між невеликими хребтами Форбс — на сході та Сутінковий — на заході, і «впадає» у доволі великий льодовик Газертон. Із південно-східних схилів масиву сповзає льодовик Де Фриз, який як і льодовик Пескгам, «впадає» у великий льодовик Бірд. За 10 км на захід лежить гора Олімп (2650 м).

## Відкриття
Гора була відкрита Британською антарктичною експедицією «Діскавери» 1901-1904 років під керівництвом капітана Роберта Скотта і названий на честь, сера Леопольда Мак-Клінтока, відомого полярного дослідника, адмірала військово-морського флоту Великої Британії, члена «Корабельного Комітету» по підготовці та підтримці експедиції.